# David Waltner-Toews
David Waltner-Toews (né en 1948) est un épidémiologiste canadien, essayiste, poète, romancier, vétérinaire, et un spécialiste de l'épidémiologie des maladies alimentaires et hydriques, zoonoses et de la santé des écosystèmes. Il est surtout connu pour son travail sur les maladies infectieuses animales et humaines en relation de la complexité.

## Biographie
Professeur du département de la Population de la médecine à l'Université de Guelph, il est le président fondateur de Vétérinaires sans frontières, et le président fondateur du Réseau pour la durabilité des écosystèmes et de la santé.
Outre les 100 articles scientifiques revus par des pairs et un manuel (Ecosystem Sustainability and Health: a practical approach, Cambridge, 2004), il a publié une demi-douzaine de livres de poésie, un recueil de poèmes et de recettes, une collection primée de courtes histoires (One Foot in Heaven), un meurtre mystérieux (Fear of Landing) et un livre sur l'histoire naturelle des maladies humaines transmises par des animaux (The Chickens Fight Back: Pandemic Panics and Deadly Diseases that Jump from Animals to Humans). En 2011, il a collaboré avec l'artiste Diane Maclean sur son exposition Bird à Killhope, Lead Mining Museum, contribuant avec un nouveau poème, The Love Song of the Javanese Singing Cock.

## Livres
- The Ecosystem Approach: Complexity, Uncertainty and Managing for Sustainability (with James Kay and Nina-Marie Lister)
- Ecosystem Sustainability and Health: a practical approach
- Food, Sex and Salmonella: Why Our Food Is Making Us Sick
- The Earth is One Body
- Good Housekeeping
- The Fat Lady Struck Dumb
- One Foot in Heaven
- Fear of Landing
- The Chickens Fight Back: Pandemic Panics and Deadly Diseases that Jump from Animals to Humans
- One Animal Among Many: Gaia, Goats and Garlic
- The Origin of Feces. What Excrements Tells Us About Evolution, 2013

## Livre traduit en français
- Merde... Ce que les excréments nous apprennent sur l'écologie, l'évolution et le développement durable (Paris: éditions Piranha, 2015)  (ISBN 978-2-37119-005-4)

## Récompenses
- 2006 Winner, Best Regional Fiction – Canada West, Independent Publisher Book Awards, for One Foot in Heaven
- 2007 Finalist, Canadian Science Writers' Association Book Award, for Chickens Fight Back